# Cambuí
Cambuí là một đô thị thuộc bang Minas Gerais, Brasil. Đô thị này có diện tích 242,859 km², dân số năm 2007 là 25010 người, mật độ 109,1 người/km².